# Schinznach

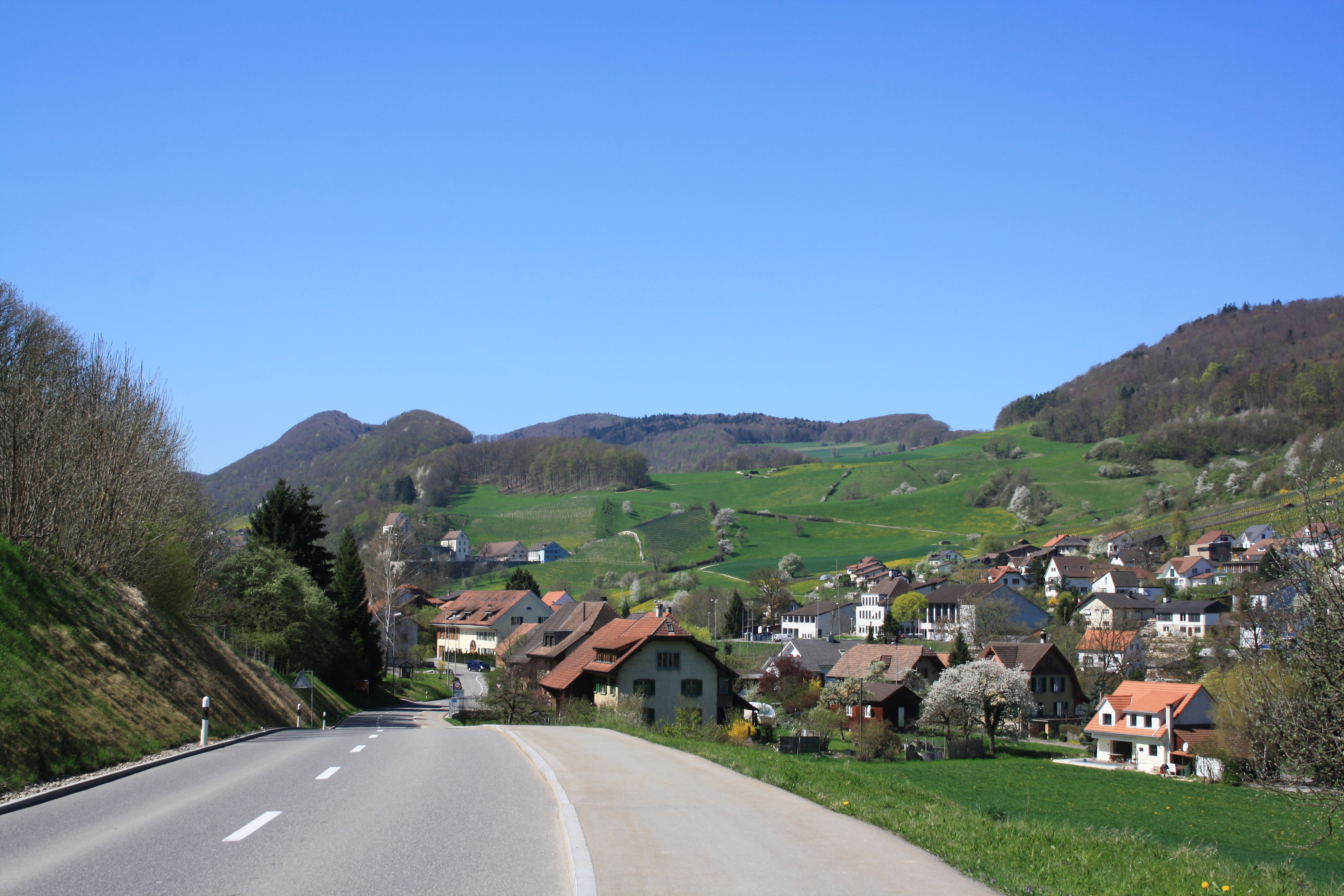
Oberflachs.

Schinznach är en kommun i distriktet Brugg i kantonen Aargau, Schweiz. Kommunen har 2 430 invånare (2023). Den 1 januari 2014 slogs de tidigare kommunerna Oberflachs och Schinznach-Dorf samman till kommunen Schinznach.